# Jean-Bretagne-Charles de La Trémoille
Jean-Bretagne-Charles-Godefroy de La Trémoille est un noble français né le 5 février 1737 à Paris et mort le 19 mai 1792 à Chambéry, où il a été inhumé à l'hôpital des Incurables.
Duc de Thouars (1741), pair de France, prince de Tarente, comte de Laval, de Vitré et de Montfort (il en fut le dernier) et dernier baron de Montreuil-Bellay, il était également Brigadier des armées du roi puis Maréchal de camp et chevalier de l'ordre royal et militaire de Saint-Louis (1740).

## Biographie et descendance
Fils de Charles Armand René de La Trémoille et de Marie-Hortense de La Tour d'Auvergne, il commence sa carrière militaire avec la guerre de Sept Ans et se distingue au combat de Crevelt (1756), où il charge à la tête de son régiment d'Aquitaine-Cavalerie. Il est blessé grièvement et promu après au grade de brigadier puis de maréchal de camp des armées du roi.
Vers 1760, il cède la seigneurie paroissiale d'Ahuillé, en échange des droits qu'il possédait dans la forêt de Concise, à François Leclerc de la Provôterie.
Au cours de la Révolution, Jean-Bretagne-Charles-Godefroy, resta fidèle au roi Louis XVI. Sa charge de maréchal de camp le tint éloigné de son château, qui sera réquisitionné et transformé en prison pour femmes monarchistes. Il émigra dès 1789.
Jean-Bretagne-Charles-Godefroy de La Trémoïlle fut émancipé pour pouvoir épouser le 18 février 1751 Marie-Geneviève de Durfort (1734/1735-1762) dite « Mademoiselle de Randan », fille de Guy-Michel de Durfort de Lorges, duc de Lorges et de Randan, Maréchal de France, et d'Élisabeth-Philippine de Poitiers de Rye, comtesse de Neufchatel.
Ils n'eurent pas d'enfants.
Le 27 juin 1763, Jean-Bretagne-Charles-Godefroy se remarie avec la princesse Marie-Maximilienne de Salm-Kirbourg (1744 - Nice, 13 juillet 1790), fille de Philippe-Joseph de Salm-Kyrbourg, chambellan de l'Empereur, et de Maria Theresia von Hornes.
De son second mariage, le duc de Thouars eut 4 enfants :
- Charles-Bretagne-Marie de La Trémoille, épouse Louise-Emmanuelle de Châtillon en 1781, Marie-Virginie de Saint-Didier en 1817 et Joséphine Walsh de Serrant en 1830 ;
- Antoine-Philippe de La Trémoille, prince de Talmont, né le 27 septembre 1765 et guillotiné le 27 janvier 1794. Il épousa Henriette d'Argouges ;
- Charles-Godefroy de La Trémoïlle, chanoine, né le 27 septembre 1765 et guillotiné le 15 juin 1794 ;
- Louis-Stanislas de La Trémoille, né le 12 juin 1767 et mort en août 1837. Il épousa le 1er avril 1802 Geneviève de Maulévrier-Langeron (morte en 1829) et en juillet 1834 Augusta Murray.

## Sources
1. ↑  Chambéry, paroisse de Saint-Léger, « Registre paroissial. Sépultures. 1792-1794. 4E 288 », sur Archives départementales de la Savoie

- Abbé Pâris-Jallobert, Journal historique de Vitré, 319 (cote BNF LK2-3346)
- Christophe Levantal, Ducs et pairs et duchés-pairies laïques à l'époque moderne : (1519-1790), Paris 1996, p. 697